# Чулим
Чулим (на руски: Чулым) е река в Русия, Южен Сибир, Република Хакасия, Красноярски край и Томска област десен приток на река Об. Дължината ѝ е 1799 km, което ѝ отрежда 17-о място по дължина сред реките на Русия. С дясната съставяща я река Бели Июс дължината ѝ е 2023 km.
Река Чулим се образува от сливането на двете съставящи я реки Черни Июс (лява съставяща, 178 km) и Бели Июс (дясна съставяща, 224 km), на 388 m н.в. при село Малий Сютик, Копевски район, северната част на Република Хакасия. Двете съставящи я реки водят началото си от хребета Кузнецки Алатау. До град Ачинск, Красноярски край (около 650 km) реката има типичен планински характер – сравнително тясна долина със стръмни склонове, бързо течение, бързеи, прагове и плитчини. В този участък Чулим многократно променя посоката на течението си. В началото тече на североизток, като при село Легостаево, Новоселовски район, Красноярски край се доближава на 7,5 km от река Енисей. При посьолок Балахта, Красноярски край, завива на север и северозапад, а след град Назарово заобикаля от юг, запад и север, разположения по паралела хребет Арга. След град Ачинск Чулим завива на север и тече в хълмисти местности. Постепенно реката завива на северозапад и запад и до село Тегулдет, Томска област преминава през Кетско-Чулимска равнина (югоизточната част на Западносибирската равнина). В този участък долината ѝ става широка, с обширна заливна тераса, по която Чулим се разделя на ръкави и често мени коритото си. След село Тегулдет започва долното течение на реката. Тук долината ѝ става много широка, заливната тераса достига 10 km ширина и изобилства от езера, протоци, меандри и старици, а руслото на реката е многоръкавно с ширина до 1200 m. Влива отдясно в река Об при неговия 2542 km, на 55 m н.в., при село Игреково, Томска област.
Водосборният басейн на Чулим обхваща площ от 134 000 km2, което представлява 4,48% от водосборния басейн на река Об. Във водосборния басейн на реката попадат части от териториите на Кемеровска област, Красноярски край, Томска област и Република Хакасия.
Границите на водосборния басейн на реката са следните:
- на север – водосборния басейн на река Кет, десен приток на Об.
- на изток и югоизток – водосборния басейн на река Енисей;
- на югозапад и запад – водосборния басейн на река Том и други по-малки, десни притоци на Об;

Река Чулим получава 137 притока с дължина над 10 km, като 10 от тях са с дължина над 100 km:
- 1799 → Черни Июс 178 / 4290, при село Малий Сютик, Република Хакасия
- 1799 ← Бели Июс 224 / 5370, при село Малий Сютик, Република Хакасия
- 1417 → Сереж 232 / 5090, при село Болшой Сереж, Красноярски край
- 1266 → Урюп 223 / 5610, при село Чернишево, Кемеровска област
- 1060 ← Болшой Улуй 160 / 2150, при село Болшой Улуй, Красноярски край
- 938 ← Кемчуг 441 / 10 300, на 8 km западно от село Шпагино ІІ, Красноярски край
- 376 → Кия 548 / 32 200, при село Зирянское, Томска област
- 339 → Яя 380 / 11 700, на 6 km северозападно от село Кияново, Томска област
- 209 ← Чичкаюл 450 / 6150, при село Апсагачево, Томска област
- 180 → Болшая Юкса 177 / 2670, на 8 km южно от село Уст Юл, Томска област
- 172 ← Улуюл 411 / 8450, при село Уст Юл, Томска област

Подхранването на река Чулим е предимно снежно. Пълноводието на реката е от май до юли. Среден годишен отток 785 m3/s, максимален отток на 131 km от устието 8220 m3/s, минимален 108 m3/s. Средното количество на наносите, които реката носи, са 68 kg/s, а годишният им обем възлиза на 2100 хил. т. Замръзва в началото на ноември, а се размразява в края на април или началото на май. През пролетта по време на ледотопенето често се появяват задръствания по течението на реката, които предизвикват широкото ѝ разливане и наводнява обширни райони.
По течението на реката са разположени множество населени места:
- Република Хакасия – село Копево (районен център);
- Красноярски край – градовете Назарово, Боготол и Ачинск, посьолок Балахта (районен център) и селата Болшой Улуй и Новобирилюси (районни центрове);
- Томска област – град Асино и селата Тегулдет, Зирянскае и Первомайское (районни центрове).

Река Чулим при високи води е плавателна на 1137 km от устието си, но хилядите меандри и плитчини по течението ѝ затрудняват корабоплаването.